# Momotombo
Il Momotombo (che significa: "grande vetta ribollente") è uno stratovulcano del Nicaragua, situato nelle vicinanze della città di León. È situato sulle sponde del lago di Managua. Raggiunge un'altezza di 1297 m.
Il vulcano, caratterizzato da una forma molto simmetrica, è uno dei simboli del Nicaragua e viene frequentemente rappresentato in fotografie, nelle scatole dei fiammiferi e anche in numerosi murales del paese.

## Attività eruttiva
Si ritiene che il vulcano sia relativamente giovane e che la sua formazione risalga 4500 anni fa.
La più importante eruzione del vulcano risale all'11 gennaio 1610 e causò la distruzione del villaggio di León fondato dall'esploratore spagnolo Francisco Hernández de Córdoba (che viene considerato il fondatore del Nicaragua) e costrinse gli abitanti ad abbandonare definitivamente le loro abitazioni, spostando l'insediamento in un luogo più sicuro situato a 48 km di distanza, dando origine all'attuale città di León. I ruderi del vecchio villaggio sono ancora visibili e vengono chiamati León Viejo.
Dopo un periodo di quiescenza, altre eruzioni significative sono avvenute nel 1886 e nel 1905, quando fuoriuscì un abbondante flusso di lava che è ancora visibile oggi; più recentemente tra il 30 novembre e il 2 dicembre 2015 si ebbe una prolungata eruzione di tipo stromboliano.

## Turismo
Il vulcano Momotombo è una meta turistica apprezzata sia in campo nazionale che internazionale, e attrae turisti che mirano a salire sulla vetta priva di vegetazione e passarvi la notte. Dal bordo del cratere si può osservare un panorama che spazia verso l'Oceano Pacifico, il Parco nazionale del vulcano Masaya, il lago Nicaragua e, nelle giornate più limpide, permette di vedere anche l'isola di Ometepe con i suoi due vulcani, il Concepción e il Maderas.
Uno dei sentieri per salire alla vetta passa attraverso un impianto geotermico situato sul fianco sinistro del vulcano. Data la natura attiva del vulcano che provoca frequenti smottamenti del terreno, la traccia del sentiero varia frequentemente a partire dalla linea degli alberi. La via più diretta alla vetta è proprio sulla linea di caduta delle frane.

## Sfruttamento geotermico
Il vapore emesso dal vulcano Momotombo viene sfruttato per la produzione di energia geotermica attraverso un impianto situato sul fianco sinistro del monte e in cui sono state installate due turbine a vapore dalla capacità di 35 MW ciascuna.
A causa della insufficiente disponibilità di vapore, si riesce però a far funzionare in continuo solamente una delle due turbine. Questo ha comportato per il Nicaragua la necessità di importare 90.000 tonnellate di petrolio all'anno, con la corrispondente emissione di 120.000 tonnellate annue di anidride carbonica.

## Nella cultura
- Il poeta nicaraguense Rubén Darío (1867-1916) dedicò al vulcano la poesia Momotombo nel suo libro El canto errante.
- Il famoso scrittore francese Victor Hugo (1802-1885) fa un riferimento al vulcano con la poesia Les raisons du Momotombo, contenuta nella raccolta La leggenda dei secoli, XVII, L'Inquisizione.